# Angel Hill - L'ultima missione
Angel Hill è un film del 1988, diretto da Ignazio Dolce.

## Trama
Un ex poliziotto, ex sergente del Marine ed eroe di guerra pluridecorato Chet Costa, accetta una missione rischiosa: far saltare in aria un ponte al confine vietnamita per chiudere la linea di comunicazione dei Vietcong.